# Luigi Rosa
Luigi Rosa, conosciuto anche come Gigi Rosa (Torino, 24 gennaio 1966) è un doppiatore, dialoghista e direttore del doppiaggio italiano.

## Carriera
Di origini lucane, è conosciuto principalmente per aver prestato la voce a Cristal dell'anime I Cavalieri dello zodiaco, Gaara di Naruto e Monkey D. Rufy di One Piece, per i primi 255 episodi (venne quindi sostituito da Renato Novara dalla puntata 256 in poi).
Ha anche doppiato Beavis nelle prime tre stagioni di Beavis and Butt-head, insieme ad alcuni episodi della quinta e sesta (ritorna poi nell'ottava stagione come direttore del doppiaggio, affiancando Antonello Governale). Negli anni '90, ha anche collaborato per il programma TV per ragazzi Solletico, doppiando il pupazzo D.J. Lorefio e il teschio in CGI Osso. Nella sit-com Casa Solletico interpreterà invece il giornalista del Solletiggì Felice Benvenuto.
Sebbene risieda e sia attivo maggiormente a Milano ha occasionalmente lavorato anche a Roma, soprattutto in ambito Disney, infatti è la voce italiana di Orazio Cavezza dal 1999 in poi e di Plaza Mariachi in Coco. Sempre a Roma ha doppiato anche Edd in Ed, Edd & Eddy (dalla seconda stagione in poi sostituendo Fabrizio Vidale) e il ranocchio Pio in Cuccioli.

## Doppiaggio

### Cinema
- Gregory Sporleder in Brivido biondo
- Mark Adar Rios in Swarm - Minaccia dalla giungla
- Tom Bresnahan in OP Center
- Bartolomiej Swiderski in Avalon
- Lee Han-gal in La leggenda del lago maledetto

### Film d'animazione
- Cristal il Cigno in I Cavalieri dello zodiaco - La dea della discordia (primo doppiaggio), I Cavalieri dello zodiaco - L'ardente scontro degli dei (primo doppiaggio), I Cavalieri dello zodiaco - La leggenda dei guerrieri scarlatti (primo doppiaggio), I Cavalieri dello zodiaco - L'ultima battaglia (primo doppiaggio), I Cavalieri dello zodiaco - Le porte del paradiso, I Cavalieri dello zodiaco - La leggenda del Grande Tempio
- Monkey D. Rufy in One Piece - Per tutto l'oro del mondo, One Piece - Avventura all'Isola Spirale, One Piece - Il tesoro del re, One Piece - Trappola mortale, One Piece - La spada delle sette stelle, One Piece Stampede - Il film (nell’edizione Home video)
- Pio in Cuccioli - Il codice di Marco Polo, Cuccioli - Il paese del vento, Mini Cuccioli - Le quattro stagioni
- Serpente in Il Gruffalo[1], Gruffalo e la sua piccolina[2]
- Gaara in Naruto Shippuden - Eredi della volontà del Fuoco, The Last: Naruto the Movie, Boruto: Naruto the Movie
- Phillip in The Magic Riddle
- Baoh/Ikuro Hashisawa in Baoh
- Ken in Estremamente Pippo
- Laocoon Godamas in Fatal Fury: The Motion Picture
- Tadao Yokishima in Ghost Sweeper Mikami: La resurrezione di Nosferatu
- Guardia in Le follie dell'imperatore
- Jiro adulto in La spada dei Kamui
- Frankie in Melanzane - Estate andalusa
- Amakusa Shirō Tokisada in Samurai Spirits - Apocalisse a Edo
- Arsenio Lupin III in Lupin III - Il castello di Cagliostro (secondo doppiaggio)
- Pycal in Lupin III - Lupin contro tutti!
- Mamoo in Lupin III - La lapide di Jigen Daisuke
- Ryo Sanada in OAV de I cinque samurai
- Ryu in Street Fighter II: The Animated Movie
- Rei in Ken il guerriero - La leggenda di Julia
- Plaza Mariachi in Coco
- Eliott Leland in Godzilla - Il pianeta dei mostri
- Re Poseidone in SpongeBob - Amici in fuga
- Randy Cheeks in Saving Bikini Bottom

### Serie animate
- Cristal il Cigno in I Cavalieri dello zodiaco, I Cavalieri dello zodiaco - Saint Seiya - Hades, Saint Seiya - I Cavalieri dello zodiaco
- Gaara in Naruto, Naruto: Shippuden
- Monkey D. Rufy (ep. 1-255), Shanks (ep. 751+), Lafitte (ep. 752), Vito e Charlotte Moscato in One Piece
- Leif McGuary in Che famiglia è questa Family!
- Tom Brandell in Prendi il mondo e vai
- Federico in Hilary
- Jayce in Jayce il cavaliere dello spazio
- Kshin in I difensori della Terra
- Marty McFly in Ritorno al futuro
- Mighty Max in Mighty Max
- Carlos in A tutto goal
- Daniel "Dan" Kean in Una classe di monelli per Jo
- Roto in Yu Yu Hakusho - I guerrieri dell'inferno
- Tingo in Sesame English
- Cereal Bob in Cosmic Cowboys
- McMeer in Zigby
- Beavis in Beavis and Butt-head
- Pippo in Pippo e Menelao
- Leo in Dolceluna
- Tommaso in Martina e il campanello misterioso
- Orazio Cavezza in Mickey Mouse Works, House of Mouse - Il Topoclub, Topolino - Strepitose avventure
- Pio in Cuccioli
- Alex Fox (episodi 40+) in Sun College
- Yay-OK in Rocket Monkeys
- Edd (stagioni 2-6) in Ed, Edd & Eddy
- Lucien Debray in Il conte di Montecristo
- Mr. Black in Monsuno
- Genta Takeuchi in Kuroko's Basket
- Francis Stone in Static Shock
- Abraham Lincoln in Clone High
- Kabamaru in Ninja Boy
- Martin in Robin Hood
- Damon, Bob Banter, Frost e Orlando in Yu-Gi-Oh! GX
- Adam Warlock in Silver Surfer
- Nobunaga Kiyota in Slam Dunk
- Eddie Philip James Lawrence III in Class of 3000
- Golly Gopher in Jimmy fuori di testa
- Jude Sharp in Inazuma Eleven Go
- Ka-Zar in Insuperabili X-Men
- Rou in Dragon Ball Super
- Stumpy/Mignolo in Kaeloo
- Scuz in Pokémon
- Spazzacamino, Principe Peter, Rudy, personaggi vari in Le fiabe di Andersen
- Personaggi vari in Le fiabe son fantasia
- Rekkit (stagione 1 ep. 52) in Rekkit Rabbit
- Pandora's Actor in Overlord
- Arsenio Lupin III in Lupin III - Una storia senza fine
- Will A. Zeppeli in Phantom Blood[3]
- Tengu arancio in Lamù e i casinisti planetari - Urusei yatsura

### Telenovelas
- Gabriel Corrado in Zingara, Batticuore
- Fábio Assunção in La forza del desiderio
- Roberto Antier in I due volti dell'amore
- Sebastián Ligarde in La debuttante
- Jose Daniel in Señora
- Fabio Dias in Terra nostra
- Jaime Araque in Rubi

### Videogiochi
- Ron Weasley in Harry Potter e il Calice di Fuoco[4], Harry Potter e l'Ordine della Fenice[5], Harry Potter e il principe mezzosangue[6], Harry Potter e i Doni della Morte - Parte 1[7], Harry Potter e i Doni della Morte - Parte 2[8]
- 343 Guilty Spark in Halo 2[9], Halo 3[10]
- Pablo Sanchez in Desperados 2: Cooper's Revenge[11]
- Kung Lao in Mortal Kombat: Shaolin Monks
- Wood e soldato spaventato Duvall in Haze[12]
- Elio in God of War III[13]
- Hassan e Paco Mendez in Heavy Rain[14]
- Victor in Jet Li: Rise to Honour
- Slam Bam in Skylanders: Spyro's Adventure
- Personaggio giocabile Nano in World of Warcraft
- Donald Gordon-David Homb in Phantasmagoria
- Stan Jones in Obscure
- Mother in Medal of Honor e Medal of Honor Warfighter
- Zlatko Andronikov in Detroit: Become Human[15]
- Obelix e Sessantasix in Asterix & Obelix XXL 2: Mission Las Vegum[16]
- Carlyle in Spider-Man 3 [17]
- Sahin, Delgado e Stuart Black in Age of Empires III: Age of Discovery[18]
- Miro in Arthur e il popolo dei Minimei[19]
- Talal in Assassin's Creed[20]
- Barnaba in Assassin's Creed: Bloodlines[21]
- Ercole Massimo in Assassin's Creed: Brotherhood[22]
- Marco e Mida in Assassin's Creed: Odyssey[23]
- Jonnie Boiler in Assassin's Creed: Syndicate[24]
- Michael e Salan in Aura II: Gli anelli sacri[25]
- Sidney Levine in Marvel's Avengers[26]
- Narratore Tedesco in Axis & Allies[27]
- Neil Roark, Brix e Agente Guzman in Battlefield Hardline[28]
- Corvo Piumato e Spirito Danzante in Brave - Alla ricerca di Spirito Danzante[29]
- Ronnie in Broken Sword: Il segreto dei Templari - Director's Cut[30]
- Tenente Dimitri Volsky in Call of Duty 2[31]
- Duncan Keith in Call of Duty 3[32]
- Colonnello Gordon in Call of Duty: World at War[33]
- Nerone, Romolo e Cittadini in CivCity: Rome[34]
- Collet in Il codice da Vinci[35]
- Orca, Squadra Granate, Fanatici e Venom in Command & Conquer 3: Tiberium Wars[36]
- Generale Kyong in Crysis[37]
- Asher Mir in Destiny 2[38]
- Fratello Francis e Humbart in Diablo III: Reaper of Souls[39]
- Pierre in Dinotopia[40]
- Assassino, Chen Lai e Heinie in Dragon Lore: The Legend Begins[41]
- Trey in Duel Masters[42]
- Orazio in Topolino Asilo[43], Epic Mickey 2: L'avventura di Topolino e Oswald[44]
- Rapido Tony in L'era glaciale 2 - Il disgelo[45]
- Coroner, Takeo e Josè Lopez in Fahrenheit[46]
- Hector Voohrees in Far Cry 2[47]
- Gabriel Knight in Gabriel Knight 2: The Beast Within[48]
- Cecchino spargifumo e Gnomo meccanico in Hearthstone[49]
- Falstad in Heroes of the Storm[50]
- Jude Sharp in Inazuma Eleven GO[51]
- Sri Irawan in Just Cause 2[52]
- Aresh Aghdashaloo in Mass Effect  (2007)[53]
- Clayton Holdren, Evan Watson e Rory Rigwell in Fallout 4 (2015)[54]
- Comandante Louis Chang in Tom Clancy's The Division (2016)[55]
- Del Meeko in Star Wars: Battlefront II (2017)[56]
- Telecronista a "Lucioball Rio" in Overwatch 2 (2022)[57]
- Robin, Fabien, duca di Oriflamme, Kamil, alto cardinale e Nostromo in Final Fantasy XVI (2023)[58]
- Ivan / Alpha-1 Call of Duty: Modern Warfare III (2023)[59]
- Greg, Jeff Meyer, Gil Jimenez, Floyd Sanders e soldato con Jessica in Dead Rising Deluxe Remaster (2024)[60]

## Filmografia
- La vigna di uve nere (1984)
- Juke box tilt (1995)
- Oltre la porta (2016)